# Acanthovalva itremo
Acanthovalva itremo is een vlinder van de familie van de spanners (Geometridae). De wetenschappelijke naam van deze soort is voor het eerst voorgesteld door Martin Krüger in een publicatie uit 2001.
De soort komt voor op [Madagaskar].